# Батьківщина (львівська газета)
«Батьківщи́на» (Батькôвщина) — газета призначена для народу, здебільшого селянства.
Заснована з ініціативи й за підтримки Юліана Романчука у Львові, виходила в 1879–1896 роках. Від 1879 року популярна політико-наукова, від 1892 року політико-економічна газета. З 1879 по 1893 роки газета виходила двічі на місяць. Від 1893 року і до закриття газета виходила щотижня.
У часописі використовували історико-етимологічний правопис. Вміщувала 9 рубрик.
Серед дописувачів — Володимир Ганкевич, греко-католицький письменник проукраїнського напрямку Олекса Бобикевич, Теофан Глинський.
У різні роки редакторами газети були — Микола Желехівський (1879—1880), В. Подляшецький (1880—1885), Василь Нагірний (1885—1890), Михайло Павлик (1888—1889), Володимир Левицький (1889—1893), Кость Паньківській (1892), М. Галейко (1893—1894), Михайло Струсевич (1895—1896). З 1896 року замість «Батьківщини» почала виходити газета «Свобода».